# Vinter og Vaar
Vinter og Vaar er en film med ukendt instruktør.